# Kathrine Switzer
Kathrine Virginia Switzer (Amberg, 5 gennaio 1947) è una maratoneta e attivista statunitense, nota per essere stata la prima donna a correre la maratona di Boston nel 1967 grazie a uno stratagemma, iniziatrice e sostenitrice del movimento sportivo femminile in tale disciplina atletica.

## Biografia
La sua iscrizione alla maratona di Boston del 1967 avvenne eludendo il divieto di partecipazione imposto alle donne: l'atleta, infatti, si registrò come "K.V. Switzer", indicando, cioè, le sole iniziali del nome e del secondo nome. Ottenne il pettorale numero 261. Una volta avvedutisi del fatto, i giudici di gara cercarono di impedirle la continuazione, strattonandola per costringerla a uscire fuori dalla pista a tre chilometri dalla partenza. La Switzer, tuttavia, riuscì a resistere al tentativo di esclusione (aiutata dal suo fidanzato) e concluse la gara con un ottimo risultato che non fu ovviamente riconosciuto. Fu proprio la reazione violenta degli organizzatori a suscitare un movimento di opinione che portò all'apertura della maratona di Boston alle donne nel 1972, mentre l'anno prima, nel 1971, le maratonete erano già state ammesse alla competizione di New York.

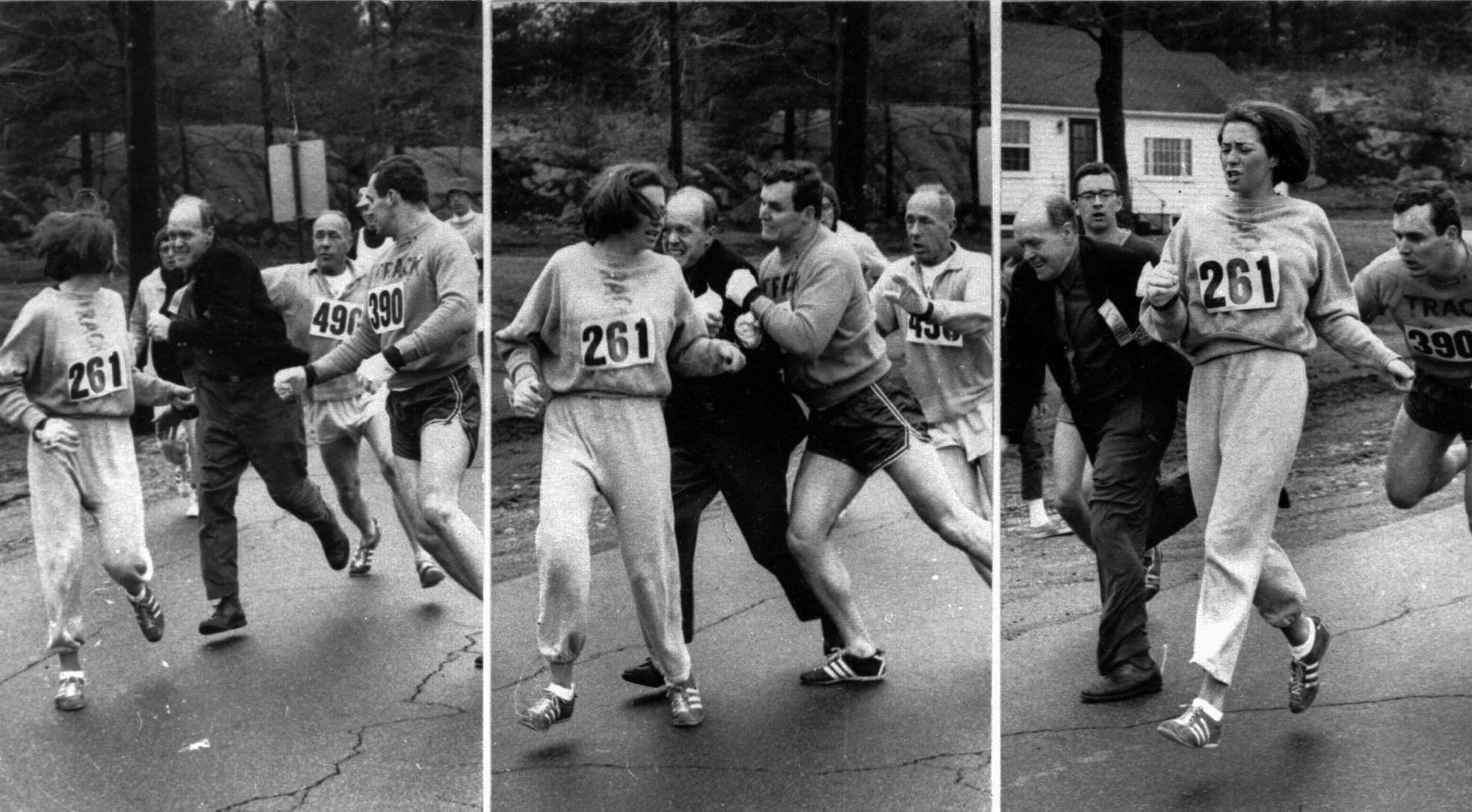
Kathrine Switzer attaccata dall'ufficiale di gara Jock Semple durante la corsa di Boston del 1967

Dopo l'exploit di Boston, Kathrine Switzer si è impegnata in modo attivo per promuovere la partecipazione femminile alle maratone organizzate in vari paesi del mondo. Lei stessa ha preso parte a oltre trenta di tali competizioni, riuscendo anche a vincere la maratona di New York nel 1974. La crescita del movimento atletico della maratona femminile ha poi portato alla successiva introduzione tra le specialità olimpiche nel 1984, in occasione delle Olimpiadi di Los Angeles in California. Il 17 aprile del 2017, in occasione del cinquantenario della sua impresa, ha preso parte ancora una volta alla gara di Boston, indossando lo stesso numero di pettorale, il 261, della sua prima partecipazione. Gli organizzatori, in suo onore, hanno deciso di ritirare il pettorale 261 dalle altre competizioni.